# 可儿家族
可儿家族（The Corrs）是來自愛爾蘭的家族樂隊，1990年代後期逐漸在英、美成名。成員一男三女均是親生兄弟姐妹，他們的音乐中融入了很多爱尔兰民族音乐的元素。2006年單飛發展和各自成家立室，在2015年9月回歸。

## 成員簡介
- Jim Corr：長男，全名「James Steven Ignatius Corr」，1964年7月31日出生，是可兒家族中年紀最大的成員。負責彈吉他，鍵盤，鋼琴以及低音合音。
- Sharon Corr：長女，全名「Sharon Helga Corr」，1970年3月24日出生。負責拉小提琴以及合音。有時也會客串鍵盤手。
- Caroline Corr：次女，全名「Caroline Georgina Corr」，1973年3月17日出生。負責打鼓, 愛爾蘭巴郎鼓，鋼琴以及合音。
- Andrea Corr：三女，全名「Andrea Jane Corr」，1974年5月17日出生。負責樂團主唱及錫口笛。

## 發行專輯
- Forgiven, not Forgotten 原諒卻未遺忘 (1995年9月)
- Talk on Corners 街角閒談 (1997年)
- The Corrs Unplugged MTV傳真現場演唱會專輯 (1999年10月)
- In Blue 天天天藍 (2000年6月)
- The Best Of The Corrs 可兒家族最精選 (2001年10月)
- VH1 Presents: The Corrs, Live In Dublin (2002年3月)
- Borrowed Heaven 快樂天堂 (2004年5月)
- Home 美麗家園 (2005年9月)
- Dreams - The Ultimate Corrs Collection 終極夢幻精選 (2007年1月)
- White Light 純潔光芒 (2015年11月)
- Jupiter Calling 愛神呼喚 (2017年11月)

## 外部連結
The Corrs Official